# Athlétique Club Kuya Sport
Maillots
L'AC Kuya Sport est un club de football congolais basé à Kinshasa et évoluant actuellement en Linafoot, le premier niveau du football congolais,.

## Personnalités du club

### Entraîneurs
- 2018 :  Mitterrand Nsenzele[3]
- 2020 :Diego Romano, ass. Lassa Nuni[4]
- 2021-2023 :  Hitachi Mushemvula[5]
- 2023-2024 :  Kianga Muller[6]
- 2024 :  Eale Fiston
- 2024- :  Lino Nzaki Nzanza

### Présidents
- Jeannot Binanu [7]

## Palmarès
- Ligue 2
  - Champion : 2021 [8]